# Sicsibamba (distrito)
Sicsibamba é um dos dez distrito da província de Sihuas, situada na região de Ancash.

## Transporte
O distrito de Sicsibamba é servido pela seguinte rodovia:
- PE-12A, que liga a cidade de La Pampa ao distrito de Uchiza (Região de San Martín) [2][3][4]